# أفا جيربر
أفا جيربر (بالإنجليزية: Ava Gerber)‏ هي فنانة أمريكية، ولدت في 1961.